# حد البادي (فرع العدين)

تعديل مصدري - تعديل

حد البادي محلة تابعة لقرية بني حميد، التابعة لعزلة الاخماس بمديرية فرع العدين إحدى مديريات محافظة إب في الجمهورية اليمنية، بلغ تعداد سكانها 94 حسب تعداد اليمن لعام 2004.